# Ricardo Salgado

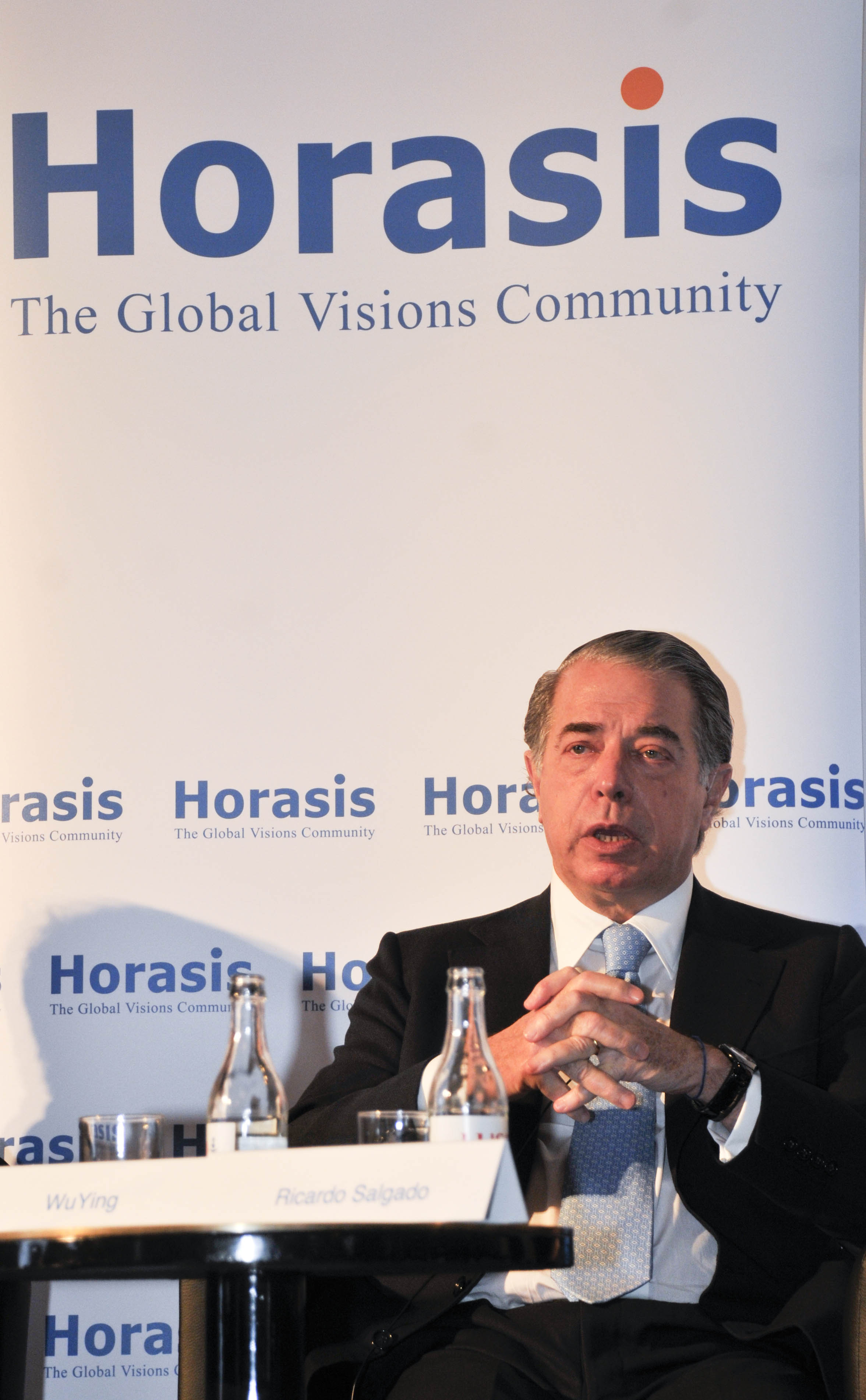
Ricardo Salgado während der Horasis Global China Business Meeting 2009

Ricardo Espírito Santo Salgado (* 25. Juni 1944 in Cascais, Portugal) ist ein portugiesischer Privatbankier aus der Familie Espírito Santo, einer der einflussreichsten Unternehmerfamilien in Portugal, die seit mehr als 100 Jahren die wirtschaftlichen Geschicke des Landes mitbestimmt.

## Ausbildung
Als Urenkel von José Maria do Espírito Santo Silva und Enkel mütterlicherseits von Ricardo Ribeiro do Espírito Santo Silva entstammte Salgado aus der Gründerfamilie Espírito Santo. Er verlebte seine ersten Lebensjahre in Lissabon, im Stadtteil Lapa beim Park Jardim da Estrela, wo er eine öffentliche Grundschule und später das Lyzeum Pedro Nunes besuchte. 1969 machte er am Instituto Superior de Ciências Económicas e Financeiras (Hochschule für Finanz- und Wirtschaftswissenschaften – heute ISEG) der Technischen Universität Lissabon seinen Abschluss in Wirtschaftswissenschaften. Danach machte eine Ausbildung zum Reserveoffizier, bevor er 1972 in die Banco Espírito Santo Comercial de Lisboa seiner Familie eintrat.

## Beruflicher Werdegang
1972 übernahm er in der Banco Espírito Santo Comercial die Leitung des Büros für Wirtschaftsstudien, dann die Kreditabteilung. Nach der Nelkenrevolution im April 1974, welche die rechtsgerichtete Diktatur beendete, wurde nicht nur die Bank verstaatlicht, sondern verschiedene andere Unternehmen der Familie, darunter auch Betriebe in den Bereichen Energie, Getränke- und Zellstoffindustrie. Die jungen Offiziere, die die Diktatur gestürzt hatten, sahen in der BES einen Finanzier des Estado Novo (1932–1974) unter António de Oliveira Salazar und Marcelo Caetano. Führende Mitglieder des Familienclans gingen ins Exil nach Brasilien, in die Schweiz und nach Großbritannien.
Das weite Netzwerk an einflussreichen Kontakten der Familie, die sie sich im Laufe der Jahrzehnte aufgebaut hatten, kam ihnen zugute. Während des Zweiten Weltkrieges hatte sie sich befreundet mit des britischen Exkönig Eduard VIII. und mit Juan Carlos I., dem späteren König Spaniens sowie mit weiteren Personen aus dem Hoch- und Geldadel. Der Wiederaufbau der Grupo Espirito Santo Gruppe (GES) im Exil gelang durch die Finanzierung der US-Investmentbank JP Morgan und Royal Bank of Canada und durch Mitglieder anderer Familiendynastien, einschließlich der italienischen Agnelli-Familie, wie auch der Rothschild- und Rockefeller-Familien. Die GES baute Banken und Unternehmen in Brasilien, Angola, USA. Ricardo Salgado lebte zuerst in Brasilien (1976–1982), dann in der Schweiz (1982–1991). 
Nachdem der Sozialdemokrat Mário Soares Stabilität in die portugiesische Politik und Wirtschaft gebracht hatte, gab er den Espírito Santos ihre alten Eigentümerrechte zurück. 1986 nahm Salgado die Gründung der Banco Internacional de Crédito in Angriff, zu einer Zeit, als die Verfassung noch keine Reprivatisierungen erlaubte. Später wurde diese Bank von der BES übernommen.
1975 gegründete er die E.S. International Holding in Luxemburg mit, die oberste Dachgesellschaft der Espirito Santo Gruppe (GES), es folgten 1983 die Espirito Santo Ressourcen und 1984 die Espirito Santo Financial Group, die auf Finanzanlagen ausgerichtet war. 
1991 erhielt die Familie auch die Bank Espírito Santo zurück, Salgado kehrte aus seinem Exil nach Portugal zurück und wurde Exekutivpräsidentschaft der BES. Es begann eine Phase, die zur Erhöhung des Marktanteils von 8 % auf 20 % und zur Internationalisierung der BES führte. 2002 wurde er in den Aufsichtsrat der Euronext NV (Amsterdam) berufen, wo er 2006 an der Fusion der Euronext mit der New York Stock Exchange (NYSE) mitwirkte, deren nicht-exekutives Ratsmitglied er bis 2011 war.
Die Geschäfte florierten und das Vermögen der Familie vergrößerte sich weiter, allein die Anteile der Familie an der BES erreichten im Jahr 2007 rund drei Milliarden Euro.  Salgado stand 22 Jahre lang, als Oberhaupt des Familienclans, an der Spitze der größten Privatbank Portugals, der Banco Espírito Santo (BES) und der übergeordneten weitverzweigten Familienholding Grupo Espírito Santo (GES) bis zu seinem Rücktritt und seiner Festnahme Mitte Juli 2014. Von 2003 bis 2012 war Salgado nicht-exekutiver Vorstand der Banco Bradesco (Brasilien). Er wurde Präsident der Exekutivkommission und Vizepräsident des Vorstands der BES, daneben Mitglied des Obersten Rates des Espírito-Santo-Konzerns. Gleichzeitig übte er die Funktion des Vorstandsvorsitzenden der Espírito Santo Financial Group (mit Sitz in Luxemburg) sowie der Banco Espírito Santo de Investimento (BESI) aus. Außerdem gehört er den Vorständen der Espírito Santo Bank of Florida (USA), der E.S. International Holding (Luxemburg), der Espírito Santo Resources (Bahamas), der Banque Privée Espírito Santo (Schweiz) und der Banque Espírito Santo et de la Vénétie (Frankreich) an.
Ricardo Salgado war der Mentor der Internationalisierung der BES, indem er auf das strategische Dreieck Afrika, Brasilien und Spanien setzte. Im Jahr 2009 wurden die meisten der Vermögenswerte der „Espirito Santo Ressourcen“ zusammengefasst in die neue in Luxemburg registrierte Holding „Rioforte Investments“. Riofortes Investitionsschwerpunkt war Südamerika mit Niederlassungen in São Paulo. 2011 brachte der „internationale Bereich“ der BES die Hälfte des Gewinns. 2012 war die von Ricardo Salgado geleitete Bank die einzige der drei großen Privatbanken Portugals, die ihr Kapital erhöhte und sich dabei nur auf ihre Aktionäre und den Kapitalmarkt stützte, nicht aber auf das Geld der Steuerzahler. Im Januar 2013 war die BES die einzige Bank Portugals, die Operationen durchführte mit dem Ziel, Portugal nach der Intervention der Troika wieder an die Märkte heranzuführen.

## Fall
Im Mai 2014 ordnete die Zentralbank Banco de Portugal in Lissabon eine Revision zur Klärung der finanziellen Stabilität und der Transparenz der BES an. Nachdem bei der Holding Espírito Santo International finanzielle Unregelmäßigkeiten bekannt geworden waren und die Aktienkurse der BES einen dramatischen Einbruch erlitten, entzog die Zentralbank am 20. Juni 2014 – nach 144 Jahren der Familie die Kontrolle über die BES und ersetzte Ricardo Salgado, seinen Vetter José Maria Ricciardi und seinen Onkel José Maria Espírito Santo durch den neuen Präsidenten des Exekutivausschusses Vítor Bento, den Finanzverwalter Moreiro Rato und den Exekutiv-Vize José Honórario. Die Espirito Santo International Group, die Rioforte und auch die dritte Eigentümergesellschaft, die Espirito Santo Financial Group (ESFG), mussten Insolvenz anmelden.
Am 24. Juli 2014 wurde Salgado im Rahmen von Ermittlungen wegen des Verdachts der Geldwäsche und Steuerhinterziehung im Zusammenhang mit der „Operação Monte Branco“ (Operation Weißer Berg) verhaftet. Dabei handelt es sich um Ermittlungen gegen eine Organisation, die mutmaßlich größere Geldsummen an den Steuerbehörden vorbei in die Schweiz geschleuste. Ministerpräsident Pedro Passos Coelho legte selbst Wert auf die Feststellung, dass zwischen der „Gruppe“, die ihre Probleme selbst lösen müsse und der „Bank“, die man nicht fallenlassen werde, unterscheiden müsse.
Am 30. Juli wies die Bank einen Halbjahresverlust von 3,58 Milliarden Euro aus. Die Zentralbank gab am 4. August 2014 bekannt, dass die BES in einen „guten“ und einen „schlechten“ Teil aufgespalten werde. Die BES sollte gerettet werden: Als Bad Bank übernimmt sie mit ihren Aktionären die Verantwortung für problematische Derivate und Schuldscheine, die die Bank mit den teilweise insolventen Unternehmen der Familie Espírito Santo ausgestellt hatte. Die „gute Bank“, wurde verstaatlicht, umbenannt in „Novo Banco“ und mit den 4,9 Milliarden Euro, die von der Europäischen Union genehmigt wurden „rekapitalisiert“. Damit war zunächst die Gefahr gebannt, GES und BES könnten die gesamte Wirtschaft des Landes in den Abgrund ziehen.
Das Parlament setzte eine Untersuchungskommission, die sich 120 Tage mit dem Fall BES/GES – dem größten Bankenskandal der portugiesischen Geschichte – befassen sollte. Insbesondere die Rollen der Zentralbank Portugals und der Troika sollten geklärt werden. Die EZB hatte der BES in ihrem Stresstest bescheinigt, eines der solidesten Geldhäuser Portugals zu sein. Die Troika hatte nicht darauf gedrängt, dass die BES von den Kreditlinien Gebrauch machte, die für angeschlagenen Banken in Portugal zur Verfügung standen. Die Zentralbank Portugals hatte bereits seit Anfang 2014 von den Finanzproblemen der Bankiersfamilie Espírito Santo Kenntnis, erlaubte aber der Bank noch sieben Wochen vor dem Kollaps, eine Kapitalerhöhung in Höhe von über einer Milliarde Euro. Im November 2014 verweigerte Ricardo Salgado ein Treffen mit den Wirtschaftsprüfern von Deloitte, die die forensische Untersuchung durchführen und die Überweisungen über die Kanalinseln aufklären sollten, er fühlte sich zu Unrecht vorverurteilt.
Am 7. März 2022 wurden ihm drei Untreuedelikte nachgewiesen, für die Ricardo Salgado zu sechs Jahren Haft (wirksame Strafe) verurteilt wurde.

## Ehrungen
1992 ernannte ihn der portugiesische Verband der Wirtschaftswissenschaftler zum Wirtschaftswissenschaftler des Jahres, und 2001 war es die Portugiesische Handelskammer in Brasilien, die ihn zur Persönlichkeit des Jahres machte. 1994 wurde er zum Chevalier de l’Ordre national du Mérite und 2005 zum Chevalier de l‘Ordre National de la Légion d’Honneur Frankreichs ernannt und 1998 zum Großoffizier des Ordens vom Kreuz des Südens Brasiliens.
2012 wurde er als Komtur des Verdienstordens der Republik Ungarn ausgezeichnet und, in der Kategorie Lebenswerk auf Finanzmärkten, bei den Investor Relations and Governance Awards 2012, einer Initiative von Deloitte, die „bewährte Praktiken“ auf dem Unternehmenssektor auszeichnet.
Im Juli 2013 wurde ihm die Ehrendoktorwürde der Technischen Universität Lissabon verliehen, wobei er für seine Leistungen in den Bereichen Wirtschaft, Kultur, Wissenschaft und für die der Universität erbrachten Dienste geehrt wurde.